# New Stuyahok
New Stuyahok is een plaats (city) in de Amerikaanse staat Alaska, en valt bestuurlijk gezien onder Dillingham Census Area.

## Demografie
Bij de volkstelling in 2000 werd het aantal inwoners vastgesteld op 471.
In 2006 is het aantal inwoners door het United States Census Bureau geschat op 476, een stijging van 5 (1.1%).

## Geografie
Volgens het United States Census Bureau beslaat de plaats een oppervlakte van
89,6 km², waarvan 84,5 km² land en 5,1 km² water.

## Plaatsen in de nabije omgeving
De onderstaande figuur toont nabijgelegen plaatsen in een straal van 72 km rond New Stuyahok.